# Antonio Pallavicini Gentili
Antonio Pallavicini Gentili (Gênova, 1441 - Roma, 10 de setembro de 1507) foi um cardeal do século XV e século XVI.

## Primeiros anos
Nasceu em uma família patrícia originária da Espanha. Filho de Babilano Pallavicino e Caterina Salvago. Seu primeiro nome também está listado como Antoniotto e seu sobrenome como Pallavicino. Tio do Cardeal Giovanni Battista Pallavicino (1517). Ele foi chamado de Cardeal de S. Anastasia ou Cardeal de S. Prassede.
Pallavicini Gentili foi para a Espanha com seus irmãos Girolamo e Cipriano, que eram comerciantes. Retornou a Gênova e foi para Roma em 1470. Ingressou na corte do cardeal Giovanni Battista Cibo, futuro Papa Inocêncio VIII, que o nomeou secretário das cartas apostólicas do Papa Sisto IV.

## Episcopado
Eleito bispo de Ventimiglia em 15 de junho de 1484; renunciou ao governo da Sé em 5 de março de 1587. Consagrado (nenhuma informação encontrada). Foi um dos guardiões do conclave de 1484. Nomeado datário pelo novo Papa Inocêncio VIII, de agosto de 1484 até março de 1489; exerceu o cargo e por sua gentileza e poder de persuasão foi chamado de Encantador, il incantatore. Nomeado bispo de Orense em 27 de janeiro de 1486; ocupou a sé até sua morte.

## Cardinalato
Criado cardeal-presbítero no consistório de 9 de março de 1489, recebeu o chapéu vermelho no mesmo dia e o título de S. Anastasia em 23 de março; no mesmo mês, recebeu em comenda o título de S. Prassede. Pallavicini manteve o título de S. Anastasia até 20 de setembro de 1493, quando se tornou titular de S. Prassede. Acompanhou o papa a Ostia de 15 a 18 de novembro de 1489. Obteve em comenda o mosteiro beneditino de St-Melaine à Redon, diocese de Rennes, em 20 de agosto de 1490; renunciou em 31 de agosto de 1497. Renunciou à comenda do mosteiro cluniancese de Lézat, diocese de Rieux, em 20 de dezembro de 1490; e a do mosteiro da Ilha de Sainte-Colombe, 22 de junho de 1491.
O Cardeal foi nomeado administrador da Sé de Tournai, de 19 de agosto de 1491 a 21 de maio de 1494. Nomeado bispo de Lamego em 26 de março de 1492; renunciou à sé em 20 de março de 1493. Participou do conclave de 1492, que elegeu o Papa Alexandre VI. Administrador da Sé de Pamplona de 31 de agosto de 1492 até sua morte; em 1499, celebrou o 11º sínodo diocesano. Camerlengo do Sagrado Colégio dos Cardeais, 8 de fevereiro de 1493 até 1494. Administrador da Sé de Lectoure de 21 de março de 1494 até junho de 1498. Acompanhou o Papa Alexandre VI, que se refugiou no Castelo Sant'Angelo, 7 de janeiro de 1495. Em março de 1495, substituiu por vários dias o camerlengo do Sagrado Colégio dos Cardeais, o cardeal Giovanni Battista Orsini.
No consistório secreto de 11 de maio de 1495, foi nomeado legado a latere em Nápoles e perante o rei Carlos VIII da França; o papa deixou Roma no dia 27 de maio seguinte e o cardeal permaneceu em Roma como seu legado para governar a cidade e recebeu o rei francês; Pallavicini compareceu ao rei em 1º de junho e ofereceu-lhe a hospitalidade do Palácio Apostólico, mas o rei recusou e se hospedou no palácio do cardeal Domenico Della Rovere, em Borgo, até deixar a cidade em 8 de junho. Em 1497, ajudou, junto com cinco cardeais, na composição da grande bula da reforma. Em 24 de setembro de 1498 renunciou à comenda dos mosteiros cistercienses de Sobrado e de São Justo, arquidiocese de Compostela. Em 17 de abril de 1499, renunciou à comenda do mosteiro pré-mostratense de Grâce-Dieu à Saint-Jean de la Castelle, diocese de Aire; e do mosteiro beneditino de Sainte-Marie ou Saint-Vincent du Lucq, diocese de Oloron. Em 1500, renunciou à comenda do mosteiro cisterciense de San Salvador de Leyre, diocese de Pamplona. Em 15 de maio de 1502 renunciou à comenda do mosteiro cisterciense de Santa Maria de Palazuelos, diocese de Palência. Em 29 de março de 1503, renunciou ao cargo de comendatário do mosteiro beneditino de Santo André de Randulfo, diocese de Braga.
Promovido a ordem dos cardeais-bispos e a sé suburbana de Frascati em 10 de abril de 1503; manteve em comenda o título de S. Prassede até 1 de julho de 1504. Participou do primeiro conclave de 1503, que elegeu o Papa Pio III, e do segundo conclave de 1503, que elegeu o Papa Júlio II. Optou pela sé suburbana de Palestrina, em 22 de dezembro de 1503. Recebeu em comenda o título de S. Stefano al Monte Celio, em 1º de julho de 1504; manteve-o até pouco antes de 1º de dezembro de 1505. Nomeado pelo papa legado a latere ante o rei Luís XII da França, em 5 de maio de 1507; embarcou para Gênova em 19 de maio; encontrou-se com o rei em Milão em 10 de junho; e em Savona em 25 de junho; assistiu à entrevista entre o rei francês e Fernando, el Católico, rei de Espanha, para formar a liga contra Veneza; partiu para Roma por mar em 7 de julho; apresentou um relato completo de sua missão no consistório de 18 de agosto de 1507.
O Cardeal Pallavicini morreu em Roma na sexta-feira, 10 de setembro de 1507. Sepultado na capela que mandou construir na basílica patriarcal do Vaticano; em 1596, devido à demolição da capela, os seus restos mortais foram transferidos pelos sobrinhos-netos para um túmulo com a sua estátua jacente na capela de S. Giovanni Battista, junto ao túmulo do seu sobrinho cardeal, na igreja de S. Maria del Popolo.